# Кьокусей-Мару
Кьокусей-Мару (Kyokusei Maru) — транспортне судно, яке під час Другої світової війни брало участь у операціях японських збройних сил на Тихому океані. 
Судно спорудили в 1920 році на верфі Coughlan J. & Sons у канадському Ванкувері. До 1924-го його використовувала під назвою SS Margaret Coughlan компанія Canadian Western Steamship, потім власником стала Atlantic SS Co., а в 1926-му воно перейшло до Sheridan S. S. Co., що перейменувала судно на SS Chilcop. У 1928-му черговим власником стало Chile Steamship Co. Inc., що в 1936-му продала судно китайській T. K. King, яка перейменувала його на Shun Hwa. Нарешті 1938-го воно дісталось японській Asahi Shoji та отримало назву «Кьокусєй-Мару» (можливо відзначити, що на той час вже почалась Друга японо-китайська війна). В 1940-му судно продали компанії Daoru, а в 1941-му унаслідок операції злиття воно опинилось у Daido Shipping. 
У жовтні 1941-го «Кьокусей-Мару» реквізували для потреб Імперської армії Японії. У лютому 1942-го судно увійшло до транспортного з’єднання, що мало висадити десант на сході острова Ява. 19 лютого «Кьокусей-Мару» та ще 38 транспортів полишили якірну стоянку Голо (поблизу однойменного острова в архіпелазі Сулу), маючи на борту 48-му піхотну дивізію. Під час переходу до конвою приєднались ще 6 транспортів, але два судна відділились. 27 лютого з’єднання бойових кораблів виграло битву в Яванському морі і в перші години 1 березня транспортні судна розпочали висадку військ на сході острова Ява біля Крагану. Авіація союзників змогла пошкодити кілька транспортів, проте «Кьокусей-Мару» не постраждало.
2 квітня 1942-го «Кьокусей-Мару» разом зі ще 44 транспортами вийшло з Сінгапуру в межах операції по доставці 18-ї піхотної дивізії до Бірми. 7 квітня конвой досягнув Рангуну.
17 травня 1942-го «Кьокусей-Мару» та ще кілька суден, які мали на борту велику кількість військовополонених, вийшли з порту Белаван (Північна Суматра). Згодом вони висадили полонених у бірманських портах Вікторія-Пойнт (наразі Котаунг), Мергуй (М’єй) та Sinbyubyin, після чого рушили назад. 4 червня у Малаккській протоці неподалік від Пенангу загін атакував підводний човен, після чого «Кьокусей-Мару» провело порятунок вцілілих з потопленого транспорта «Тойохасі-Мару». 8 червня кораблі досягнули Сінгапура.
Висадка американців 7 серпня 1942-го на сході Соломонових островів започаткувала шестимісячну боротьбу за острів Гуадалканал. Наприкінці 1942-го японське командування вирішило доправити сюди 6-ту піхотну дивізію Імперської армії Японії, для чого в окупованому китайському Шанхаї сформували конвой № 35, складений з чотирьох частин. «Кьокусей-Мару» увійшло до групи В, яка 21 грудня 1942-го вийшла з Шанхаю, 5 січня 1943 року прибула на військово-морську базу Мако (Пескадорські острови в південній частині Тайванської протоки), після чого пройшла на схід Каролінських островів до атола Трук (ще до війни тут була створена потужна база ВМФ, з якої до лютого 1944 року провадились операції в низці архіпелагів). 17 січня 1943-го група B рушила у південно-східному напрямку, маючи на меті пройти через Бугенвільську протоку (розділяє острови Бугенвіль та Шуазель на заході Соломонових островів) та укритись на якірній стоянці Шортленд — прикритій групою невеликих островів Шортленд акваторії біля південного завершення острова Бугенвіль, де зазвичай відстоювались легкі бойові кораблі та перевалювались вантажі для відправлення їх далі на схід Соломонових островів. 21 січня на північному підході до Бугенвільської протоки підводний човен потопив одне з суден групи, проте іншим (і серед них «Кьокусей-Мару») 22 січня вдалось досягнути Шортленду.
Наприкінці лютого 1943-го судно перебувало в Рабаулі — головній передовій базі в архіпелазі Бісмарка, з якої провадились японські операції на Соломонових островах та сході Нової Гвінеї. Тут його вирішили залучити до великої операції з доставки підкріплень японським гарнізонам Лае та Саламауа (в затоці Хуон на східному узбережжі Нової Гвінеї). У ніч проти 1 березня конвой вийшов з Рабаула, при цьому «Кьокусей-Мару» мало на борту близько 1300 військовослужбовців зі складу 115-го піхотного полку, а також гармати та міномети, автомобілі, вантаж амуніції та бочок з пальним. Союзники організували протидію конвою шляхом ударів авіації (події, що стали відомі як битва у морі Бісмарка) та у підсумку потопили всі транспорти. «Кьокусей-Мару» загинуло найперше вранці 2 березня, коли в районі на північний захід від мису Глочестер було уражене двома авіабомбами. Загинув 1 член екіпажу та 485 військовослужбовців, ще 800 осіб (та понад сотню бочок з пальним) підібрали есмінці «Юкікадзе» та «Асагумо», які доправили їх до Лае.